# Kryptoniano
Los Kryptonianos son una raza ficticia de extraterrestres humanoides dentro del universo de DC Comics, proveniente del planeta Krypton. El término se originó de las historietas del superhéroe de DC Comics, Superman. Dentro del contexto de la historias, la palabra "kryptoniano" se usa también como un adjetivo para cualquier cosa relacionada con el planeta o su cultura.
Los miembros de la especie dominante del planeta Krypton son idénticos a los seres humanos en términos fisiológicos y psicológicos; sin embargo, su genética es mucho más avanzada y compleja. La estructura celular de los kryptonianos les permite absorber energía solar en muy altos niveles. En el planeta Krypton, cuya estrella nativa, Rao, era una gigante roja con poca emisión de energía, sus habilidades naturales eran esencialmente iguales a las de los humanos. Al ser expuestos a una estrella amarilla como el Sol de la Tierra, más pequeño y joven, y con una emisión de energía mucho más alta, sus células absorben y metabolizan la energía al tal punto que esta se manifiesta como increíbles superpoderes (incluyendo vuelo, fuerza y velocidades sobrehumanas, invulnerabilidad, visión de rayos-X y de calor, entre otros).
Casi todos los kryptonianos murieron cuando el planeta explotó, momentos después que el pequeño Kal-El fue enviado a la Tierra. En algunas continuidades, es el único sobreviviente del planeta. En otras versiones del canon, hay una última hija de Krypton, Kara Zor-El, la prima de Superman y conocida como Supergirl. Krypto era el perro de la familia en la casa de Jor-El y se usó para un vuelo de prueba del cohete que finalmente trajo al bebé Kal-El a la Tierra. Estos tres fueron los kryptonianos sobrevivientes, quienes se volvieron los héroes de la Tierra.

## Fisiología y poderes
Los kryptonianos son físicamente idénticos a los humanos pero poseen un color de ojos azul brillante, color inexistente en la tierra, lo que denota su origen extraterrestre. Esto le permite a Kal-El llevar una doble vida como Clark Kent, disimulando sus ojos alienígenas a través de unas gafas, que realmente no necesita. Cuando es Superman, no necesita ocultar que es un extraterrestre, por lo que prescinde de las gafas. Esta característica física de los kryptonianos se da únicamente en las versiones en cómic de estos personajes. En las continuidades de la Edad de Plata y la Moderna, los kryptonianos tienen más de un grupo étnico, como una minoría de piel morena en la Isla Vathlo similar a los humanos en África, y otro grupo menor en el continente de Twenx que poseen rasgos similares a los asiáticos y latinos. En las primeras historias sobre los orígenes de Superman, todos los kryptonianos poseían superpoderes. En las versiones más recientes, sus habilidades se atribuyen a la diferencia de gravedad entre la Tierra y Krypton, y las radiaciones emitidas por las estrellas que orbitan. En la proximidad de estrellas amarillas, blancas o azules, los kryptonianos absorben la energía solar a niveles celulares y moleculares que les dan increíbles poderes. Los kryptonianos también ocasionalmente reciben poderes diferentes por la radiación de estrellas enanas, pulsars, y quasars. En algunas historias, los kryptonianos generan campos bioeléctricos alrededor de sus cuerpos que los protegen de daños. Esto a menudo se utiliza como la explicación de las habilidades de vuelo e invulnerabilidad de Superman. Ciertos individuos (incluyendo a Conner Kent, Chris Kent, y algunos criminales de la zona fantasma) han demostrado poseer la habilidad de "telekinesis táctil". Las habilidades de los kryptonianos evolucionan y se vuelven más poderosas a medida que los kryptonianos envejecen y se desarrollan.
Los cruces entre kryptonianos y otras especies son muy raros, ya que el ADN kryptoniano es tan complejo que les resulta virtualmente imposible tener hijos con otras especies, incluyendo a los humanos. Sin embargo, no les es del todo imposible procrear con otras especies. Aun así, en la continuidad actual, Clark Kent tiene un hijo biólogico con Lois Lane, (Jonathan Samuel Kent) siendo este el primer mestizo biológico de la historia de Krypton. La única excepción notable es la población Daxamita (la raza que llevaba ese nombre antes de cruzarse con los exploradores kryptonianos que luego adoptaron el nombre para ellos). La reproducción entre los exploradores kryptonianos y esta raza creó una nueva raza híbrida kryptoniana que podría cruzarse con una mayor cantidad de razas humanoides, incluidos los humanos de la Tierra. Todavía no se conocen otras razas que muestren el mismo grado de compatibilidad de los daxamitas nativos. Sin embargo, en algunas continuaciones, los humanos no solo pueden reproducirse con kryptonianos, sino que también pueden crear descendencia fértil con ellos.
Los kryptonianos con superpoderes son vulnerables a la Kryptonita, los restos radiactivos de Krypton y la radiación solar de los soles rojo y naranja. También son vulnerables a los ataques físicos de seres nativos de Krypton esencialmente en proporción a su vulnerabilidad en situaciones sin poder. Además, los seres kryptonianos son vulnerables a la infección por virus o bacterias nativas de Krypton.

## Cultura

### Cómics
Los kryptonianos se muestran casi siempre como una raza muy avanzada en cultura y tecnología. Esta última está basada mayormente en cristales, naturales y sintéticos, los cuales cubrían la mayor parte de la superficie del planeta, dándole un color azulado visto desde el espacio. Estos los utilizan para almacenar grandes cantidades de información en un espacio muy pequeño. La Fortaleza de la Soledad de Superman a menudo es representada como una recreación de la superficie de Krypton, y además le sirve para guardar todo el conocimiento y tecnología que ha logrado rescatar de su civilización.
Cada familia, o casa, kryptoniana es representada por un emblema o símbolo pictográfico, que a menudo lo lleva el líder de dicha casa. Según la película de Superman y sus secuelas, la familia El, por ejemplo, utiliza un emblema que luce similar a la letra "S". Superman lleva este símbolo en su traje, lo que le sirve con dos propósitos: muestra su herencia kryptoniana y funciona como la "S" de Superman pero en realidad significa esperanza. Los hombres kryptonianos se identifican con nombres separados por guion que los identifican a ellos y a sus familias respectivas, tales como "Jor-El" y "Kal-El" (de la familia El). Las mujeres tienen un solo nombre de pila, pero utilizan el nombre de su padre como apellido hasta que se casan. Por ejemplo, la madre de Kal-El se llama Lara Lor-Van, por su padre, Lor-Van.
Las diferentes familias también tenían una cierta subdivisión similar al sistema de castas. La casta científica y la guerrera eran consideradas las más importantes. Cada una vivía en edificios con estructuras arquitecturales diferentes; representando varios estilos a través de la historia de Krypton.
La sociedad kryptoniana era extremadamente xenofóbica. Esto es utilizado como una manera conveniente de explicar por qué ningún otro kryptoniano abandonó el planeta antes que Kal-El. Los kryptonianos sin superpoderes genéticamente dependen de su planeta; siendo así, Kal-El fue enviado a la Tierra apenas como embrión recién concebido dentro de una matriz de nacimiento para poder sobrevivir a la atmósfera terrestre. Los kryptonianos están emparentados con los Daxamitas, que también son bastante xenofóbicos. Los Daxamitas aún sobreviven en el siglo XXX.
La ley kryptoniana no aplicaba la pena capital. En lugar de ser ejecutados, los peores criminales eran enviados a la zona fantasma. Esto se hacía sin conocer del todo la naturaleza de la zona, su peligro para los prisioneros, y la presencia de salidas.
Rao era el nombre del sol rojo de Krypton. Los kryptonianos le tenían cierta veneración y miedo como a una especie de deidad (aunque de manera más científica y racional por ser la fuente que daba y mantenía la flora y fauna del planeta), asimismo los kryptnianos, afirma Siegel que al mantener debilidad contra este tipo de irradiación cósmica, usaban ropas de colores vibrantes hechas del Myr (Tela de la luna kysok) para uso diario, ocasiones formales como funerales y ciertas reuniones en el consejo requieren que se usen ropas blancas. Estas a menudo son luminiscencias.

### Televisión
La sociedad kryptoniana, como se le describe en Lois & Clark (al menos, según lo que se vio de su colonia sobreviviente), es gobernada por aristocracia. Son muy comunes los matrimonios arreglados entre miembros de la nobleza, a veces incluso desde el nacimiento (como se vio en el caso de Kal-El), y se permiten numerosas concubinas. Los arreglos de disputas entre miembros de la nobleza por medio de duelos son legales (aunque poco comunes), y aparentemente da ventaja en términos de reputación. A quienes cometen crímenes capitales se les castiga dispersando sus cuerpos por el universo (el proceso es reversible, al menos hasta cierto punto). Todos los kryptonianos son capaces de usar comunicación telepática. La sociedad es muy pragmática, y los kryptonianos se mostraron muy sorprendidos y decepcionados de la actitud de Clark sobre no matar. A diferencia de los cómics, el color principal de su indumentaria es el negro.
En Supergirl, algunos de los elementos, como su ropa negra y la telepatía, se conservaron, excepto que los escudos presentaban una letra diferente, lo que indicaba una Casa diferente a la de Zor-El. Este escudo se usa en el hombro derecho. Al igual que en Smallville, varios criminales encarcelados por los kriptonianos en la Zona Fantasma son de otros planetas y tienen poderes diferentes a los de Superman o Supergirl.
En Mis aventuras con Superman, algo de tecnología kryptoniana quedó en la Tierra después de una invasión anterior por parte de un kryptoniano aún no identificado que tenía el nombre en código "Nemesis Omega". Habiendo perdido a sus compañeros soldados, Sam Lane y Amanda Waller rescataron la tecnología kryptoniana donde formaron la Task Force X bajo Checkmate para prepararse para su regreso. Parte de su tecnología fue robada más tarde por Livewire, quien obtuvo posesión de un súper traje que luego le otorgó electroquinesis. Ella vendió la tecnología kryptoniana en el mercado negro que incluye, entre otras, una tecnología no identificada que permite que Mist se convierta en vapor lo suficiente como para volverse invisible e intangible, guanteletes kryptonianos que mejoran la fuerza de Rough House, un casco kryptoniano amplificador de sonido usado por Silver Banshee, la tecnología kryptoniana no especificada que estaba en posesión de Anthony Ivo en AmazoTech y lanzallamas kryptonianos manejados por Heat Wave. Esto llevó a la Task Force X a enviar a su agente Slade Wilson para atacar a los diferentes compradores y recuperar la tecnología kryptoniana. La segunda temporada mostró otra tecnología kryptoniana, como una armadura kryptoniana especial que le permite al agente Ethan Avery aumentar su volumen y obtener superfuerza, y una armadura kriptoniana especial que le da al agente Joseph Martin su apariencia de cabeza de calavera y habilidades atómicas.

## Lenguaje y alfabeto

### Cómics
Durante la mayor parte de la historia publicada de Superman, la escritura kryptoniana era representada simplemente con símbolos de aspecto alienígena sin significado real. En la década de los 70, E. Nelson Bridwell intentó convertir estos símbolos a un alfabeto de 118 letras, refiriéndose al lenguaje como "kryptonés." Este fue utilizado como el alfabeto estándar por DC Comics hasta 1986, cuando John Byrne reinició el universo de Superman.
En 2000, DC introdujo un alfabeto transcrito para el lenguaje escrito, dejando el nombre de "kryptonés" en favor del más común "kryptoniano." A partir de allí toda la escritura es en realidad hecha en el lenguaje de la publicación (inglés en los Estados Unidos y el Reino Unido, francés en Francia, etc.) usando este alfabeto transcrito para reemplazar el alfabeto nativo con correspondencia de uno a uno, de manera similar a Interlac en Legión de Superhéroeso al famoso Alienígena 1 de Futurama, que funciona de la misma forma. 

### Smallville
En la serie de televisión Smallville, las representaciones escritas del lenguaje empezaron, principalmente, convirtiendo el inglés a la fuente kryptoniana – al igual mientras está inconsciente está de hecho hablando en kryptoniano. Aunque es mayormente ininteligible, esta es la primera vez que se habla kryptoniano en pantalla o radio.

### Superman/Batman: Apocalypse
En esta película animada, Superman/Batman: Apocalypse, Superman y Supergirl conversan en kryptoniano hablado. La versión utilizada en esta película utiliza rastros de Esperanto y Volapük.

### El hombre de acero
La película El hombre de acero de 2013 presentó escritura kryptoniana creada por la diseñadora gráfica Kirsten Franson. La mecánica del sistema de escritura (una abugida), así como el idioma kryptoniano que representa (que no se habla en la película), fueron creados por la Dra. Christine Schreyer, antropóloga lingüística y profesora asistente de antropología que trabaja en la Universidad. de la Columbia Británica, Okanagan. La escritura se puede ver en varios lugares del traje de Superman en las películas posteriores Batman v Superman: Dawn of Justice (2016) y Liga de la Justicia (2017).

### Arrowverso
En la serie de televisión de Arrowverso Supergirl, la fuente oficial de transliteración kryptoniana se usa para representaciones del idioma kryptoniano en varias escenas a lo largo de la serie. En la temporada 3, los episodios 2, 6, 7, 13, 20 y 22 y el episodio 10 de la temporada 5 presentaron algunas líneas cortas de diálogo kryptoniano usando el lenguaje creado por Darren Doyle, citando la primera vez que se construyó un lenguaje kryptoniano (a diferencia de galimatías) se ha hablado en ningún medio oficial.
La serie de televisión de 2021 Superman & Lois presentó personajes que hablaban la versión Doyle de Kryptoniano en los episodios de la temporada 1 Man of Steel, Loyal Subjekts y O Mother, Where Art Thou?. Doyle aparece en los créditos de Through the Valley of Death, pero no se utilizó ningún kryptoniano.

### Mis aventuras con Superman
Al igual que en la película animada, Superman/Batman: Apocalypse, en Mis aventuras con Superman, el padre de Superman, Jor-El, le habla a Clark en kryptoniano hablado, con ciertos rastros de Esperanto y Volapük.

## Supervivientes

### Cómics
Cuando Krypton fue destruido, se pensó que toda la raza kryptoniana había sido aniquilada. Esto no fue del todo cierto pues el científico Jor-El logró enviar a su hijo recién nacido, Kal-El, hacia la Tierra momentos antes de la explosión de Krypton. Kal-El creció en la tierra como Clark Kent, y eventualmente descubriría sus orígenes kryptonianos. Su prima, Kara Zor-El/Supergirl también sobrevivió a la destrucción de Krypton, pero su nave tardó más tiempo en llegar a la Tierra. El perro kryptoniano, Krypto fue enviado por Jor-El a la Tierra en un cohete de prueba, pero este se salió de curso y no fue sino hasta varios años después que logró aterrizar. Power Girl (Kara Zor-L) es una sobreviviente del Krypton de Tierra-2. También en la tierra han aparecido Híbridos Humanos/Kryptonianos como Kon-El un clon de Superman con ADN humano y Jonathan Samuel Lane Kent el hijo de Superman y Lois Lane. Varios criminales kryptonianos como el General Zod y Ursa se salvaron también de la destrucción de Krypton al estar encerrados en la Zona Fantasma. Otros criminales Kryptonianos como H'El también han sobrevivido a la destrucción de Krypton
La capital de Krypton, la ciudad de Kandor, también se salvó al ser encogida y embotellada por Brainiac. Los habitantes del planeta Daxam son descendientes de kryptonianos que se aventuraron en el espacio y se establecieron allí, y como resultado también obtienen los poderes y habilidades kryptonianos en la Tierra.
El monstruo Doomsday es el último de los kryptonianos prehistóricos.

### Películas
En Superman, el adolescente Clark descubre quién es en la Fortaleza de la Soledad, donde un holograma de Jor-El le dice, "Eres el único sobreviviente del planeta Krypton". Esta observación parece ser falsa en Superman II, ya que los prisioneros de la Zona Fantasma, como el General Zod, también sobreviven a la destrucción de Krypton. Sin embargo, Zod y sus lugartenientes solo sobrevivieron porque en ese momento estaban encarcelados dentro de la Zona Fantasma y, de hecho, no estaban en Krypton en el momento de su destrucción. La película Supergirl muestra a los habitantes de Argo City que también sobrevivieron huyendo a una dimensión paralela, incluida la prima de Superman, Supergirl. En Superman Returns, se revela que Clark es el padre del niño mitad kryptoniano Jason White.
En El hombre de acero, los kryptonianos son representados como una raza de seres genéticamente modificados. Se cultivan artificialmente en "cámaras de génesis" utilizando información del Codex, un cráneo que contiene el código genético completo de la raza kryptoniana. Con este método, los kryptonianos se designan roles predeterminados en la sociedad en su concepción; por ejemplo, Jor-El es un científico, mientras que el general Zod es un guerrero. En la antigüedad, eran una raza en medio de una era de expansión, viajando a otros mundos a través de barcos exploradores para colonizarlos. Kal-El es el primer (y técnicamente, el último) kryptoniano nacido naturalmente en siglos, ya que Jor-El y Lara creían que Krypton había perdido la libertad de elección y quería que su hijo eligiera convertirse en lo que él quería ser. Como en los cómics, los poderes de Kal-El son representados como superiores a otros kryptonianos debido a que pasan un período mucho mayor de tiempo expuesto al sol y la atmósfera amarilla de la Tierra, aunque algunos tienen una ventaja sobre él en términos de experiencia de combate (por ejemplo, Zod, Faora y Nam-Ek) Mientras que los otros Kryptonianos reciben gran fuerza y velocidad del sol de la Tierra, requieren trajes solares para regular la radiación y evitar ser afectados por el dolor. Además, se demuestra que sin algún tipo de entrenamiento, los kryptonianos son vulnerables a sus propias habilidades, como en el caso de Zod cuando Superman destruyó su visor solar y le provocó una sobrecarga sensorial. 
En la película animada Superman: Unbound, Brainiac secuestró y encogió a la gente de Kandor y Argo City de Krypton. Finalmente, Superman y Supergirl los rescatan y los devuelven a su tamaño normal, quienes fueron enviados a la Tierra en cohetes como en otras versiones de la historia.
La adaptación animada de All-Star Superman presenta a los habitantes de Kandor y a un par de astronautas kryptonianos sobrevivientes llamados Bar-El y Lilo. La Zona Fantasma también hace acto de presencia, lo que implica que los prisioneros en su interior sobrevivieron a la destrucción de Krypton como en tantas otras continuidades. El final revela que Lois Lane será inseminada artificialmente con el hijo de Superman y que sus descendientes seguirán siendo héroes superpoderosos siglos en el futuro.
En Superman: Man of Tomorrow, el cazarrecompensas Lobo afirma que Superman es el único sobreviviente de la destrucción de Krypton. Sin embargo, más tarde admite que esto fue una estratagema para negociar una recompensa más alta por Superman y que probablemente haya otros kryptonianos sobrevivientes.
En DC Liga de Supermascotas, un bebé Kal-El y Krypto son los únicos sobrevivientes mientras escapan en una cápsula de escape a la Tierra.

### Televisión
En Lois & Clark, se vio que una colonia kryptoniana (llamada Nuevo Krypton) ha sobrevivido a la destrucción del planeta. Clark tuvo que ir a la colonia al ser su legítimo gobernante, pero poco después retornó a la Tierra.
En Smallville, Clark Kent al principio cree ser el único sobreviviente de Krypton. Sin embargo, la conciencia de su padre Jor-El aún permanece viva en las Cuevas Kawatche y en la Fortaleza de la Soledad, y que el espíritu de Zod también sigue vivo aunque atrapado en la Zona Fantasma. En la quinta temporada, Clark descubre que los discípulos de Zod: Nam-Ek & Aethyr y una inteligencia artificial kryptoniana: Brain-Interactive-Construct también conocido como Brainiac llegan a la Tierra, sirviendo al espíritu atrapado de Zod. En la sexta temporada, Clark descubre que la asistente de su padre, Raya, también se salvó al ser puesta en la Zona Fantasma, con su cuerpo intacto. Ella ayuda a Clark en la Tierra hasta su muerte poco después de escapar de la Zona Fantasma. La séptima temporada introduce a Kara Zor-El, que fue enviada al mismo tiempo que Clark pero quedó atrapada en animación suspendida; más tarde, a través de planes que puso en marcha antes de su muerte, el tío de Clark Zor-El y su madre Lara son resucitados temporalmente con sus superpoderes intactos. Posteriormente, se revela que otro kryptoniano, el científico Dax-Ur, ha vivido en la Tierra desde hace más de 100 años, usando kryptonita azul para quitarse sus superpoderes, e incluso tiene un hijo con su esposa humana. Dax-Ur es pronto asesinado por Brainiac. En la octava temporada, se revela que la esposa de Zod, Faora, también reducida a un espíritu sin cuerpo, fue enviada a la Zona Fantasma con su marido, pero no sin antes crear genéticamente a su hijo, fusionando material genético tomado de las formas de vida kryptonianas más violentas con el suyo propio. El niño fue enviado pegado a la nave de Clark en la forma de un capullo; ya en la Tierra asumió una forma humana y se convirtió en Davis Bloome, pero periódicamente asumiría su verdadera forma: el monstruo Doomsday. En el final de la temporada, Zod hace su primera aparición de cuerpo completo en la serie.
En Superman: La Serie Animada y Liga de la Justicia Ilimitada, los únicos sobrevivientes de Krypton conocidos son Clark, y dos criminales de la zona fantasma (Jax-Ur y Mala). Kara In-Zee, alias Supergirl, es la única sobreviviente de Argos, el planeta gemelo de Krypton que se salió de su órbita al momento de la explosión; sin embargo, en el episodio de Liga de la Justicia Ilimitada "Simetría Aterradora ", el Profesor Emil Hamilton, que ha examinado a Superman, llama a su ADN "kryptoniano", indicando que los habitantes de Argos están emparentados genéticamente con los kryptonianos. Clones fallidos de Superman (Bizarro y Doomsday) y Supergirl (Galatea) son creados más adelante.
En Legión de Superhéroes, los ciudadanos de Kandor, Superman y su clon Superman-X, se podrían considerar como sobrevivientes kryptonianos. La Zona Fantasma también aparece en un episodio. Si bien no se establece explícitamente que sus prisioneros son kryptonianos de nacimiento, uno se parece al General Zod y otro tiene poderes similares a los de Superman.
En Justice League Action, Superman, Krypto, los prisioneros de la Zona Fantasma, Supergirl (nunca se revela si vino a la Tierra en Kandor, directamente desde Krypton o desde Ago City), la gente de Kandor y Streaky el Supergato en todos los sobrevivientes de Krypton. Después de que Kandor es rescatado de Brainiac, se intenta volver a agrandar la ciudad y su gente, pero no se confirma si tienen éxito. Se supone que el general Zod, Faora y Quex-Ul son los únicos tres prisioneros de la Zona Fantasma.
En Justicia Joven, se creía que Superman (Kal-El) era el único superviviente de la destrucción de Krypton por su estrella explosiva Rao, con la excepción de su clon Superboy, mitad kryptoniano y mitad humano, y su hijo con Lois Lane, Jonathan. Sin embargo, en la cuarta temporada Young Justice: Phantoms, después de que Superboy es transportado accidentalmente a una dimensión desconocida después de que se presume muerto después de una explosión en Marte, Superboy se encuentra con el general Dru-Zod y sus seguidores Ursa Zod, Faora Hu-Ul, Non, Kru- El, Jax-Ur y Vor-Kil y se entera de que está en la Zona Fantasma. Hacia el final de la temporada, después de que el hijo de Dru y Ursa del futuro, Lor-Zod, los libere de la zona, intentan conquistar la Tierra con sus aliados kryptonianos, pero fallan y la mayoría son enviados de regreso a la Zona Fantasma, excepto Ursa, que fue salvada por el Ojo de Ekron y llevado a Daxam y Lor-Zod, quien fue asesinado. The Light hace que Klarion persiga a todos los kryptonianos en la zona y tiene a docenas de ellos en estasis a bordo de The Warworld con Apokolips adquiriendo a Kara Zor-El como miembro de su ejército.
En Krypton tiene los eventos que desencadenan la destrucción de Krypton siendo detenido por un viajero en el tiempo, algo que nunca se deshace antes de la cancelación del programa, lo que permite que toda la población del planeta sobreviva a lo que los habría destruido. Incluso antes de que cambiara la línea de tiempo, Brainiac se habría llevado Kandor y su gente.
En la serie Supergirl, además de Kal-El y Kara Zor-El, sobreviven la General Astra, que es la hermana gemela de la madre de Kara, Allura, su esposo y segundo al mando Non, y el resto de sus seguidores que fueron encarcelados en Fort Rozz dentro de la zona fantasma, pero todos mueren luchando contra Kara y sus aliados al final de la primera temporada. Al inicio de la segunda temporada, aparece Mon-El, a quien al principio toman como un kryptoniano por haber llegado a la Tierra en una cápsula idéntica a la de Kara, hasta que descubren que en realidad es un daxamita. En la mitad de la tercera temporada encuentra a su madre y otros Kryptonianos en Argo City, la última zona de Krypton sobreviviente.
En el mundo de Superman & Lois (que tiene lugar en una Tierra sin nombre que es diferente de Tierra-Prima), el medio hermano materno mayor de Superman, Tal-Rho (que opera con el alias de Morgan Edge) también fue enviado a la Tierra por su padre. Zeta-Rho en un cohete de evacuación, pero se amargó por sus primeros contactos negativos con la humanidad y se convirtió en un villano. Tal-Rho toma posesión de un invento kryptoniano llamado Erradicador que sobrevivió a la destrucción del planeta y contiene las conciencias de muchos kryptonianos como Lara Lor-Van y el General Zod. Bajo la guía de la I.A. de Zeta-Rho. y con la ayuda de Dabney Donovan, Tal-Rho usó el Erradicador combinado con Kryptonita-X para darles cuerpos físicos a esos sobrevivientes haciéndolos poseer habitantes de la Tierra como habitantes de Smallville como lo hizo con su asistente personal Irma Sayres (quien usó el alias de Leslie Larr), su antiguo secuaz David Fuglestad y un número selecto de habitantes de Smallville.
En Mis aventuras con Superman, los Kryptonianos eran una raza de humanoides extraterrestres que habitaban el planeta Krypton y fundaron un imperio que se extendió y causó conflictos en incontables mundos para expandir su control a todos los rincones del universo. Pero muchas generaciones después, abandonaron sus violentos comienzos a favor de mejorar genuinamente otros mundos con los recursos y la tecnología que tenían en lugar de subyugarlos unilateralmente y, finalmente, abandonaron por completo cualquier aspecto del imperialismo. Durante su guerra con un enemigo más poderoso que ellos, los kryptonianos habían intentado resolver el conflicto en curso de manera pacífica. La especie ahora está prácticamente extinta después de que su planeta fuera destruido por el sistema Brainiac por ir en contra de los viejos valores militaristas que crearon hace generaciones y consideraron su amabilidad como una amenaza a su propósito como programa para la guerra. La Casa de El envió a sus hijos pequeños Kal-El y Kara Zor-El en dos cápsulas de escape con la esperanza de preservar sus vidas del cataclismo. También apareció un kryptoniano aún no identificado a quien el Task Force X llama "Nemesis Omega".

### Videojuegos
En el universo de Régimen Tierra-Uno presentado en Injustice: Gods Among Us e Injustice 2, Krypton es atacado por el pícaro científico de Coluan Brainiac. Los kryptonianos se encuentran a merced de las fuerzas de Brainiac y Kara Zor-El apenas escapa a la destrucción de Argo City. Su madre Alura la rescata de los drones de Brainiac y revela que ella y Jor-El han estado trabajando para crear dos naves, una para Kara y la otra para su primo bebé Kal-El. Kara y Kal-El escapan de Krypton cuando es destruido por Brainiac, aunque la nave de Kara es dañada por la explosión, desviando su rumbo y poniendo a Kara en un sueño híper. Kal-El se cría en la Tierra como Clark Kent y se convierte en Superman. Como Superman, forma la Liga de la Justicia y se hace amigo de Batman. Sin embargo, el Joker termina engañando a Superman para que ataque a Lois Lane, quien estaba embarazada del hijo de Superman. Esto resulta en su muerte que desencadena una explosión nuclear que destruye Metrópolis. Superman asesina al Joker y establece un gobierno tiránico llamado One Earth Regime. Sin embargo, Batman, opuesto a los métodos de Superman, forma la Insurgencia para derrocar al Régimen. Con la ayuda de la Liga de la Justicia de otro universo, el Régimen es derrotado y la Insurgencia trabaja para reconstruirse. Sin embargo, el aliado de Superman, Black Adam, encuentra la nave de Kara y la trae a la Tierra. Juntos liberan a la actual amante de Superman, Wonder Woman, del encarcelamiento en Themyscira. Wonder Woman y Black Adam ocultan la naturaleza tiránica del Régimen de Supergirl y la entrenan para usar sus poderes en secreto, aunque Brainiac ataca la Tierra después de ser alertado de la supervivencia de Kal-El debido a que su Régimen apoya al Sinestro Corps. en una guerra con el Green Lantern Corps. Supergirl y el régimen intentan sacar a Superman de la prisión, pero son detenidos por Batman y sus aliados, aunque Batman decide liberar a Superman, llamando a una tregua temporal entre el régimen y la insurgencia para combatir a Brainiac. Durante el ataque de Brainiac a Metrópolis, Supergirl es testigo del brutal ataque de Wonder Woman a su aliada Harley Quinn después de que Harley intentara evitar que Wonder Woman matara a Cheetah, ya que violaba la política de no matar de Batman. Supergirl salva la vida de Harley y se enfrenta a su prima en la Fortaleza de la Soledad. Supergirl se horroriza al saber que su prima aprueba las acciones de Wonder Woman, aunque cree que sería mejor lidiar con Harley después de que se tratara con Brainiac. Supergirl compara sus métodos con los del general Zod y pelea brevemente contra Superman y sus aliados, aunque el ataque de Brainiac los obliga a concentrarse en lidiar con él primero. Superman y Supergirl trabajan juntos para atacar la nave de Brainiac, pero son detenidos por su barrera. Brainiac destruye Metrópolis recordándole a Superman su fracaso pasado, lo que hace que ataque la nave con todas sus fuerzas, solo para ser aparentemente asesinado por Brainiac. Batman se enfrenta a la afligida Supergirl y revela que Superman fue una vez su amigo. Creyendo que Kara es la última kryptoniana superviviente, Brainiac se ofrece a salvar la Tierra si entregan a Kara Zor-El, ya que desea estudiar los efectos de la radiación solar amarilla en las células kryptonianas, aunque Batman se niega. Batman, sus aliados y los miembros restantes del Régimen logran sobrecargar los escudos que protegen la nave de Brainiac. Batman y Supergirl logran infiltrarse en la nave, pero Supergirl es capturada, aunque Batman descubre que Superman todavía está vivo y los dos unen fuerzas para derrotar a Brainiac y liberar a Supergirl. Sin embargo, después de la derrota de Brainiac, Superman y Batman discuten sobre el destino de Brainiac, lo que lleva al fin de su tregua. A pesar de que Brainiac es responsable de la destrucción de Krypton, Supergirl se pone del lado de Batman y elige perdonar a Brainiac para que pueda ayudarlos a restaurar los mundos y ciudades que ha recolectado. Supergirl intenta razonar con su primo contándole cómo su padre se opuso al general Zod, solo para que Superman le revele que está de acuerdo con los métodos de Zod, creyendo que si Jor-El hubiera sido más como Zod, entonces habría podido salvar a Krypton. En el final del modo historia de Superman, Batman es derrotado, aunque Superman lo perdona porque no quiere que se convierta en un mártir. Superman se fusiona con la nave de Brainiac y encarcela a Supergirl en su antigua celda. Él revela que todas las ciudades han sido restauradas y la Tierra está una vez más bajo el control del Régimen. Superman revela que todavía hay un lugar para ella y que está creando un ejército utilizando seres liberados de la colección de Brainiac. Supergirl se niega a unirse a él, aunque Superman revela que ha utilizado la tecnología de Brainiac para convertir a Batman en un esclavo con el cerebro lavado y amenaza con hacerle lo mismo a Kara si ella continúa resistiendo. En el final del modo historia de Batman, Superman es derrotado por Batman después de que Kara lo lleva a la Baticueva. Batman se disculpa con Kara por no poder salvar a su prima. Superman es hecho prisionero y Batman decide encarcelarlo en la Zona Fantasma. Superman promete escapar y es herido por la traición de Supergirl. Supergirl le revela a Batman que se supone que el símbolo S de la Casa de El es un símbolo de esperanza; aunque su primo lo convirtió en un símbolo de miedo, Batman, sin embargo, afirma que su significado está determinado por quien lo usa y le cuenta cómo él y Superman solían luchar por la justicia como miembros de la Liga de la Justicia, antes de ofrecerle la oportunidad de hacer lo mismo, habiéndose ganado la confianza de Batman. En el final del personaje de Supergirl, se une a la Liga de la Justicia de Batman, trabajando con ellos para restaurar Kandor y las ciudades recolectadas por Brainiac. Supergirl señala que si bien no pudo salvar a su prima, eso no le impedirá tratar de dar esperanza a la gente. Se la muestra por última vez volando con otros sobrevivientes kryptonianos en el cielo de una ciudad kryptoniana restaurada. En el final de Sub-Zero, Superman une fuerzas con los criminales kryptonianos General Zod, Ursa y Non después de escapar de la Zona Fantasma a través de un portal creado accidentalmente por la Liga de la Justicia de Batman mientras intentaba crear un portal a Earthrealm. Sub-Zero se enfrenta a Superman, mientras que Supergirl se enfrenta al General Zod, y Batman lucha contra Ursa y Non. En Injustice: Gods Among Us, el General Zod aparece como un personaje DLC, aunque no juega ningún papel en la historia del juego. En Injustice 2, Power Girl aparece como una máscara de personaje alternativa para Supergirl, aunque no aparece en la historia principal y se origina en Tierra-2.